# Deutsch-simbabwische Beziehungen
Die Deutsch-simbabwischen Beziehungen sind das zwischenstaatliche Verhältnis zwischen Deutschland und Simbabwe. Die Bundesrepublik Deutschland nahm mit der Unabhängigkeit Simbabwes 1980 diplomatische Beziehungen auf, wobei Kontakte zwischen beiden Ländern deutlich weiter zurückreichen. Waren die Beziehungen anfangs noch gut, trübten sie sich ein, als Robert Mugabe begann zunehmend autokratisch zu regieren, weshalb Deutschland 2002 seine Entwicklungshilfe an das Land einstellte. Eine Verbesserung der bilateralen Beziehungen hat die Bundesregierung seitdem auch von der Verbesserung der innenpolitischen Lage im Land abhängig gemacht. 

## Geschichte
Deutsche bereisten die Gebiete, die heute Simbabwe bilden, erstmals im Verlauf des 19. Jahrhunderts. 1866 besuchte der deutsche Afrikaforscher und Kartograf Karl Mauch gemeinsam mit dem Briten Henry Hartley das Matabele-Königreich. 1868 entdeckte Adam Render als erster Europäer die Ruinen von Groß-Simbabwe bei Masvingo, die er drei Jahre später Karl Mauch zeigte. Mauch blieb neun Monate bei Renders und unternahm in dieser Zeit mehrere Studienreisen zu den Ruinen. Letztlich bekam Mauch den Großteil der Anerkennung für seine Entdeckung  in Europa, während Renders 1881 in Limpopo als Unbekannter verstarb.
Südrhodesien wurde 1891 auf Initiative von Cecil Rhodes ein britisches Protektorat, wobei es auch deutsche Kolonialbestrebungen in Südostafrika gegeben hatte. In der Folgezeit siedelten sich einige Deutsche in Rhodesien an, welche später in der weißen Minderheit des Landes aufgingen. Während der NS-Zeit erhielt der Schriftsteller Victor Klemperer 1938 Asyl in Rhodesien. Im Folgejahr siedelte die Politikerin, Frauenrechtlerin und Pädagogin Berta Jourdan, eine Verfolgte des NS-Regimes, nach Rhodesien über und wurde dort als Pädagogin tätig.
1956 entsendete die Bundesrepublik Deutschland Georg Vogel als Generalkonsul für die Föderation von Rhodesien und Njassaland. 1965 erklärte sich Süd-Rhodesien unter Ian Smith einseitig für unabhängig, was international nicht anerkannt wurde. Da der Staat unter einer weißen Minderheitsregierung stand, wurde er international boykottiert und mit Sanktionen belegt, denen sich auch die BRD anschloss, wobei die Sanktionen nur sehr lückenhaft durchgesetzt wurden. Die ZANU und ZAPU führte einen Aufstand gegen die weiße Minderheitsregierung an, in dessen Verlauf auch einige Deutsche getötet wurden. 1976 wurden Adolf Schmitt, der katholische Bischof von Bulawayo zusammen mit Possenti Weggartner und Schwester Francis („Elsbeth“) van den Berg von Guerillas erschossen. Im folgenden Jahr starben die katholische Missionsärztin Johanna Decker sowie die Missionarinnen Magdala Christa Lewandowski, Ceslaus Stiegler und Berta Schneider in Rhodesien. Obwohl Rhodesien international isoliert war, verfügte es auch über einige Freunde in Deutschland. So besuchte Franz Josef Strauß das Land fünfmal zwischen 1966 und 1978.
1980 wurde Rhodesien unter dem Namen Simbabwe und einer von Robert Mugabe angeführten Regierung unabhängig. Sowohl die BRD als auch die DDR erkannten den Staat umgehend an und nahmen diplomatische Beziehungen auf. Die Beziehungen Simbabwes zu Deutschland waren anfangs gut und beide Länder intensivierten ihre Wirtschaftsbeziehungen. Deutschland unterstützte das Land in der Übergangszeit durch technische und wirtschaftliche Hilfen. Ab Ende der 1990er Jahre trübten sich das Verhältnis durch zunehmende Menschenrechtsverletzungen und illegale Farmbesetzungen deutlich ein. 2002 stellte Deutschland in Reaktion auf die Lage im Land die Entwicklungshilfe an Simbabwe ein und die EU verhängte Sanktionen gegen das Land, darunter ein Waffenembargo. 2008 stellte das Unternehmen Giesecke+Devrient auf Druck der Bundesregierung die Lieferung von Banknotenpapier an die Zentralbank von Simbabwe ein. Das Land befand sich zu diesem Zeitpunkt in einer Hyperinflation.
Ab 2012 wurden die meisten Sanktionen gegen Simbabwe aufgehoben und eine vorsichtige Wiederannäherung begann. Nach dem Sturz von Robert Mugabe im November 2017 bemühte sich Simbabwe um eine Verbesserung der Beziehungen zu Deutschland. Im August 2018 besuchte der deutsche Entwicklungsminister Gerd Müller Simbabwe und traf sich mit Präsident Emmerson Mnangagwa. Müller machte bei dem Treffen die Umsetzung von angekündigten Reformen zur Bedingung für die Wiederaufnahme deutscher Hilfen.

## Wirtschaftsbeziehungen
2024 lagen die deutschen Warenexporte nach Simbabwe bei 64,3 Millionen Euro und die Importe aus dem Land bei 105,6 Millionen Euro. In der Rangliste der deutschen Handelspartner nahm Simbabwe damit Rang 131 ein. Beide Länder haben 1990 ein Doppelbesteuerungsabkommen und 2000 ein bilaterales Investitionsschutzabkommen geschlossen. Deutsche Investoren gibt es in Simbabwe in den Bereichen Bergbau, Logistik, Landwirtschaft, Tourismus und Textilien.

## Entwicklungshilfe
Obwohl Deutschland die offizielle Entwicklungszusammenarbeit mit Simbabwe 2002 ausgesetzt hat, leistete es während der Wirtschaftskrise 2007/08 im Land humanitäre Hilfe. In Zusammenarbeit mit internationalen Organisationen und der Zivilgesellschaft fördert Deutschland die unmittelbare Verbesserung der Lebensbedingungen der Bevölkerung sowie Demokratie und Rechtsstaatlichkeit auf lokaler Ebene. Deutschland trug auch zum Education Development Fund für Simbabwe der UNICEF und zu Projekten im Bereich Wasserversorgung und Ernährungssicherheit bei. Zwischen 2009 und 2016 kamen Simbabwe so Zusagen in Höhe von 148 Millionen Euro zugute.

## Kulturbeziehungen
Grundlage für die kulturelle Zusammenarbeit bildet ein 1996 unterzeichnetes bilaterales Kulturabkommen, das 1998 in Kraft trat. Ein Schwerpunkt der kulturellen Zusammenarbeit liegt auf dem Bildungswesen. Der Deutsche Akademische Austauschdienst vergibt Stipendien zum Hochschulstudium in Deutschland an der University of Zimbabwe, wo Deutsch als Nebenfach gelehrt wird. In Harare ist ein Goethe-Institut aktiv, welches mit der Zimbabwe-German Society verbunden ist und Deutschkurse sowie kulturelle Veranstaltungen anbietet. Mit der Konrad-Adenauer-Stiftung, der Friedrich-Ebert-Stiftung und der Friedrich-Naumann-Stiftung betreiben drei politische Stiftungen aus Deutschland Auslandsbüros in Simbabwe.
Die Deutsch-Simbabwische-Gesellschaft e.V. ist ein privater Verein, der 1984 zum Zwecke der Förderung der kulturellen und politischen Beziehungen zwischen beiden Ländern gegründet wurde und in der Stadt Rheine in Nordrhein-Westfalen beheimatet ist. Der Verein arbeitet eng mit Partnern im Bereich der Kultur sowie Akteuren der Zivilgesellschaft zusammen.
München verbindet eine Städtepartnerschaft mit der simbabwischen Hauptstadt Harare. Die Gemeinde Kernen im Remstal ist mit Masvingo verschwistert.

## Städtepartnerschaft
- Deutschland hat eine Botschaft in Harare.
- Simbabwe hat eine Botschaft in Berlin.

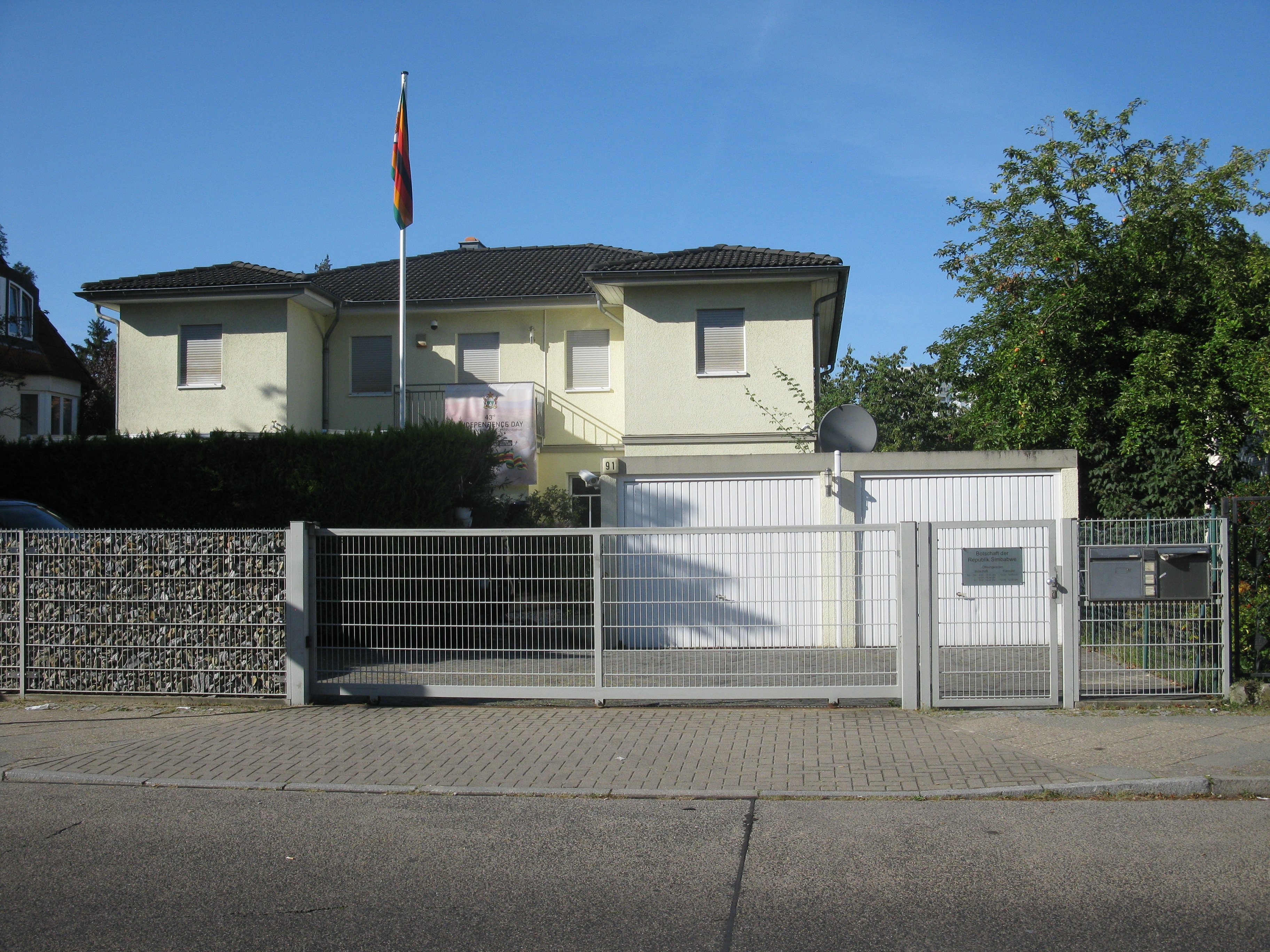
Simbabwische Botschaft in Berlin